# Capra
Les cabres (Capra) són un gènere de mamífers que inclou fins a nou espècies diferents, conegudes com a cabres o íbexs. La cabra domèstica (Capra aegagrus hircus) és una subespècie domesticada de la cabra salvatge asiàtica (Capra aegagrus).
Les cabres tenen un període de gestació de cinc mesos i pareixen un parell de cabrits.
Totes les cabres pertanyen a la família dels bòvids i a la subfamília dels caprins. També són remugants, cosa que vol dir que masteguen el bol alimentari i tenen un estómac de quatre cambres que té un paper vital en la digestió, regurgitació i redigestió de l'aliment.
La cabra blanca (Oreamnos americanus) és l'única cabra classificada en un gènere diferent.

## Sistemàtica
La classificació interna del gènere Capra és complexa i hi ha força discussions sobre quantes espècies i subespècies es poden reconèixer. Actualment es tendeixen a acceptar 9 espècies, seguint sobretot criteris geogràfics, més que no pas biològics.
La majoria de les cabres d'espècies diferents segurament es podrien creuar entre elles sense major problema si compartissin l’espai on viuen, i donarien una descendència híbrida fèrtil (i això pot passar quan estan en captivitat).
Moltes d’aquestes espècies salvatges es poden creuar també amb cabres domèstiques o assilvestrades creant una problemàtica greu de cara a la conservació de les característiques genètiques de cadascuna d’aquestes espècies, quan coincideixen amb ramats domèstics.

## Taxonomia
- Cabra salvatge ibèrica (Capra pyrenaica).
- Cabra dels Alps (Capra ibex).
- Íbex de Núbia (Capra nubiana).
- Íbex de Sibèria (Capra sibirica).
- Íbex d'Etiòpia (Capra walie).
- Cabra del Caucas occidental (Capra caucasica).
- Cabra del Caucas oriental (Capra cylindricornis).
- Cabra salvatge asiàtica (Capra aegagrus).
- Marjor (Capra falconeri).